# Stênio Júnior
Stênio Marcos da Fonseca Salazar Júnior (Fortaleza, 10 giugno 1991) è un calciatore brasiliano, attaccante del Rayong.

## Carriera
Il 17 gennaio 2014 viene acquistato a titolo definitivo dalla squadra macedone dello Škendija per 50.000 euro; milita nella quadra macedone per sei stagioni, per poi passare al Riga FC.

## Statistiche

### Presenze e reti nei club
Statistiche aggiornate all'8 luglio 2021.
| Stagione                | Squadra                 | Campionato              | Campionato | Campionato | Coppe nazionali | Coppe nazionali | Coppe nazionali | Coppe continentali | Coppe continentali | Coppe continentali | Altre coppe | Altre coppe | Altre coppe | Totale | Totale |
| Stagione                | Squadra                 | Comp                    | Pres       | Reti       | Comp            | Pres            | Reti            | Comp               | Pres               | Reti               | Comp        | Pres        | Reti        | Pres   | Reti   |
| ----------------------- | ----------------------- | ----------------------- | ---------- | ---------- | --------------- | --------------- | --------------- | ------------------ | ------------------ | ------------------ | ----------- | ----------- | ----------- | ------ | ------ |
| 2012                    | Horizonte               | D+CC                    | 5+21       | 1+6        | CB              | 1               | 0               | -                  | -                  | -                  | -           | -           | -           | 27     | 7      |
| gen.-feb. 2013          | Horizonte               | D+CC                    | 0+3        | 0          | CB              | 0               | 0               | -                  | -                  | -                  | -           | -           | -           | 3      | 0      |
| Totale Horizonte        | Totale Horizonte        | Totale Horizonte        | 5+24       | 1+6        |                 | 1               | 0               |                    | -                  | -                  |             | -           | -           | 30     | 7      |
| feb.-giu. 2013          | Liteks Loveč            | A                       | 15         | 1          | CB              | 2               | 0               | -                  | -                  | -                  | -           | -           | -           | 17     | 1      |
| 2013-gen. 2014          | Pelister                | PL                      | 16         | 7          | CM              | 1               | 0               | -                  | -                  | -                  | -           | -           | -           | 17     | 7      |
| gen.-giu. 2014          | Škendija                | PL                      | 11         | 6          | CM              | 0               | 0               | -                  | -                  | -                  | -           | -           | -           | 11     | 6      |
| 2014-2015               | Škendija                | PL                      | 27         | 4          | CM              | 0               | 0               | UEL                | 2                  | 0                  | -           | -           | -           | 29     | 4      |
| 2015-2016               | Škendija                | PL                      | 30         | 5          | CM              | 4               | 3               | UEL                | 2                  | 0                  | -           | -           | -           | 36     | 8      |
| 2016-2017               | Škendija                | PL                      | 30         | 6          | CM              | 5               | 1               | UEL                | 8                  | 2                  | -           | -           | -           | 43     | 9      |
| 2017-2018               | Škendija                | PL                      | 32         | 11         | CM              | 5               | 0               | UEL                | 4                  | 2                  | -           | -           | -           | 41     | 13     |
| 2018-2019               | Škendija                | PL                      | 23         | 4          | CM              | 0               | 0               | UCL+UEL            | 6+2                | 0+1                | -           | -           | -           | 31     | 5      |
| 2019-gen. 2020          | Škendija                | PL                      | 17         | 4          | CM              | 1               | 1               | UCL+UEL            | 1+1                | 0                  | -           | -           | -           | 20     | 5      |
| Totale Škendija         | Totale Škendija         | Totale Škendija         | 170        | 40         |                 | 15              | 5               |                    | 26                 | 5                  |             | -           | -           | 211    | 50     |
| 2020                    | Riga FC                 | VL                      | 11         | 2          | CL+CdL          | 0+0             | 0               | UCL+UEL            | 1+0                | 0                  | -           | -           | -           | 12     | 2      |
| gen.-giu. 2021          | Partizani Tirana        | KS                      | 16         | 6          | CA              | 0               | 0               | -                  | -                  | -                  | -           | -           | -           | 16     | 6      |
| 2021-2022               | Partizani Tirana        | KS                      | 0          | 0          | CA              | 0               | 0               | UECL               | 1                  | 2                  | -           | -           | -           | 1      | 2      |
| Totale Partizani Tirana | Totale Partizani Tirana | Totale Partizani Tirana | 16         | 6          |                 | 0               | 0               |                    | 1                  | 2                  |             | -           | -           | 17     | 8      |
| Totale carriera         | Totale carriera         | Totale carriera         | 233+24     | 57+6       |                 | 19              | 5               |                    | 28                 | 7                  |             | -           | -           | 304    | 75     |

## Palmarès

### Club

#### Competizioni nazionali
- Coppa di Macedonia: 2

Škendija: 2015-2016, 2017-2018
- Campionato macedone: 2

Škendija: 2017-2018, 2018-2019